# My Sister, My Sitter
My Sister, My Sitter (рус. Моя сестра, моя нянька) — семнадцатый эпизод восьмого сезона сериала «Симпсоны». Премьерный показ состоялся 2 марта 1997 года.

## Сюжет
Лиза, читая книгу о няньках с подругой, решает стать сиделкой. Вскоре Мардж и Гомер собираются идти на торжественное мероприятие в Кальмаропорте. Несмотря на то, что Барт старше Лизы на два года и тридцать восемь дней, родители оставляют её за старшую. Барт из-за злости пытается всеми силами испортить репутацию Лизы. Однако он, благодаря Лизе, умудрился получить вывих руки и шишку. Он идёт в комнату и запирается там до прихода родителей.
Тем временем Гомер и Мардж ходят по Кальмаропорту, и находят даже название ресторана Мо, который ведёт в его таверну.
Барт начал биться головой об дверь, чтобы увеличить шишку. Внезапно Барт прекращает стучать об дверь и теряет сознание. Лиза добирается до брата и собирается звонить к доктору Хибберту, но передумывает из-за того, что начнется обвинение, и идёт в клинику к доктору Нику. Потом она опять идёт в больницу, до которой ½ мили. По дороге она встречает шефа Виггама, из-за чего отвлекается и не замечает, как Барт скатился из тележки, в которой она везла его, и попал в грязевую реку, которая находится недалеко от Кальмаропорта. Хибберт осматривает Барта и окончательно диагностирует вывих руки. Барт, потерявший сознание, и запертая в клетку Мэгги (Лиза убрала её, чтобы она успокоилась) вызвали у всех подозрения, что Лиза хотела их утопить. С этого момента Лиза потеряла работу. Но все родители звонят Лизе, чтобы она посидела с их детьми. Ведь до случая с Бартом и Мэгги она была лучшей сиделкой(или просто дешёвых нянь не существует после и до неё).

## Отношение критиков и публики
Во время своего первого показа в Америке эпизод просмотрели 8.7 миллионов людей, и он заработал 9.0 баллов по рейтингу Нильсена. В основном, телевизионные критики его оценили положительно. Авторы книги «I Can’t Believe It’s a Bigger and Better Updated Unofficial Simpsons Guide» Уоррен Мартин и Адриан Вуд назвали эпизод «умным, хоть и немного разрозненным — две истории не могут сосуществовать друг с другом». Тим Рейнор из «DVDTown.com» сказал, что эпизод «полон как обычно весёлых выходок Барта, как, впрочем, и остальных членов семьи». Колин Якобсон из «DVD Movie Guide» сказал: «Момент, где Лиза нянчит различных детей города — просто прелесть», и «в эпизоде смешаны глуповатые и реалистичные моменты. Конфликт Лизы и Барта создаёт неплохую реалистичную комедию».